# ريان بلير (لاعب كرة قدم)
ريان بلير (بالإنجليزية: Ryan Blair)‏ هو لاعب كرة قدم بريطاني، ولد في 23 فبراير 1996 في غلاسكو في المملكة المتحدة. لعب مع سوانزي سيتي ونادي فالكيرك.

## وصلات خارجية
- ريان بلير على موقع قاعدة بيانات كرة القدم.إي يو (الإنجليزية)
- ريان بلير على موقع Soccerbase.com (لاعب) (الإنجليزية)
- ريان بلير على موقع Soccerway.com (الإنجليزية)